# Emmelesia
Perizoma là một chi bướm đêm thuộc họ Geometridae.